# ガンバラーナ
ガンバラーナ（伊: Gambarana）は、イタリア共和国ロンバルディア州パヴィーア県にある、人口約200人の基礎自治体（コムーネ）。

## 地理

### 位置・広がり

#### 隣接コムーネ
隣接するコムーネは以下の通り。括弧内のALはアレッサンドリア県所属を示す。
- バッシニャーナ (AL)
- フラスカローロ
- イーゾラ・サンタントーニオ (AL)
- メーデ
- ピエーヴェ・デル・カイロ
- スアルディ

### 気候分類・地震分類
気候分類では、zona E, 2619 GGに分類される。
また、イタリアの地震リスク階級 (it) では、zona 3 (sismicità bassa) に分類される
。